# Grace Deeb
Grace Deeb (em árabe: غريس ديب‎; Beirut, 29 de maio de 1972) é uma cantora libanesa. Nasceu numa família de músicos e começou sua carreira à idade de quatro anos. Canta em oito idiomas, mencionando-se: inglês, francês, castelhano, italiano, português, turco, e grego.

## Biografia
Começou a sua carreira desde os 14 anos, ao formar uma banda de canções em inglês, quando estava na escola. A banda chamava-se "Estranhos". Após isso, lançou alguns singles e tocou em casamentos e bares. Em 2003, fez seu primeiro aparecimento em televisão, fazendo-o com o dúo conhecido W In Kan Alayya ("Se fosse por mim")  com o cantor árabe Assi El Helani. Após isso, Grace colaborou com Jean-Jacques Goldman, que a nomeou como "Dalida dos Árabes" e, a fez famosa a nível local e internacional com músicas como "Comme Toi" e depois "Calling You", a primeira em francês e árabe e a última em inglês e árabe.
Imediatamente depois, Grace assinou um contrato de cinco anos com a produtora mais famosa do mundo árabe: "Rotana Records". O seu primeiro álbum foi lançado a 23 de agosto de 2004, titulado Ghannali El-Alam Kello ("O mundo inteiro canta-me"). Desfrutou de um grande sucesso, e só 20 dias após seu lançamento, se lhe pediu a Grace que fosse a Frankfurt para representar ao mundo árabe junto com o cantor egípcio Amr Diab na Feira do Livro de Frankfurt, cantando três canções do álbum; Ghannali, Wallah Bitmoun, e Heya, que inspirou a audiência e fez um bom background para que os organizadores lançassem um CD de todos os participantes na Feira do livro, incluídas as três que Grace cantou.
Em 2005, Grace lançou uma versão da canção Helwa Ya Balady, no final de Dalida, e atingiu o primeiro lugar nas listas.
O segundo álbum a ser lançado foi Ghinniyat Grace Deeb ... Aktar Min Gharam no dia 28 de fevereiro de 2006, e este também alcançou sucesso.
Em 2006, Grace foi nomeada "Embaixadora" da Associação Kibarouna, que se ocupa do cuidado de pessoas maiores.
O terceiro álbum foi "Ma Bteshbah Hada" ("Você não se parece a ninguém mais") e se apresentou no dia 11 de junho de 2008. Este álbum alcançou sucesso nas vendas. Em 2009, Grace foi nomeada "Embaixadora" da Fundação Anhar Al-Mahabba, que se ocupa das pessoas que sofrem de sida (HIV).
Grace trabalha em muitos assuntos humanitários como Associações que atendem a pessoas maiores, aborto, sida (HIV) e cancro de mama.
Grace terminou um CD de demonstração com oito canções, em oito idiomas, para usar em seus concertos em todo mundo mas não para ser lançado nas lojas e, a fins de 2009, Grace surpreendeu a todos com sua decisão de abandonar sua companhia de produção Rotana, e seguir trabalhando por sua conta.

## Discografia
- Ghannali El-Alam Kello (2004)
- Ghinniyat Grace Deeb ... Aktar Min Gharam  (2006)
- “Ghonyat” (Canções) (2007)[7]
- Ma Bteshbah Hada (2008)
- El Ward Gamil (2011)[8]

Simples (vários anos):
- I Like Your Style
- It's Really Hard
- I Need A Hero
- Praise
- My Daily Bread
- Ma A'zamak
- Play Dom't Stop
- Helwa Ya Balady
- You Raise Me Up
- Chantons L'amour En Guitare
- Hard On Me (Hiya)
- Ghanni

## Videografia
- W In Kan Alayya (Ft. Assi El-Hillany) - 2003
- Calling You - 2004
- Comme Toi - 2004
- Ghannali - 2004
- Ana Habayt - 2004
- Wallah Bitmoun - 2005
- Aktar Min Gharam - 2006
- Ghinniyat - 2007
- O'zoriny - 2008
- Gelly Keef - 2009
- Bo'dak Anny - 2009
- Einy Fi Eino - 2009
- Ma Bteshbah Hada - 2010
- Ghanni - 2011